# Astrangia costata
Astrangia costata är en korallart som beskrevs av Addison Emery Verrill 1866. Astrangia costata ingår i släktet Astrangia och familjen Rhizangiidae. Inga underarter finns listade i Catalogue of Life.